# La Peltrie (circonscription provinciale)
Pour les articles homonymes, voir La Peltrie.
Circonscription électorale provinciale du Canada
La Peltrie est une circonscription électorale provinciale québécoise située dans la région de la Capitale-Nationale. 

## Historique
La circonscription est créée en 1980 à partir de la partie sud de celle de Chauveau. Ses limites ont été légèrement modifiées lors de la refonte de la carte électorale de 1992, puis de nouveau en 2001 alors que la ville de Cap-Rouge a été cédée à la circonscription voisine de Louis-Hébert. Une modification bien plus importante est effectuée en 2011 alors que, au sud, La Peltrie perd la ville de Saint-Augustin-de-Desmaures au profit de Louis-Hébert, tandis qu'au nord elle gagne les municipalités de Sainte-Catherine-de-la-Jacques-Cartier, Fossambault-sur-le-Lac et Lac-Saint-Joseph, auparavant dans Portneuf, et Shannon et Saint-Gabriel-de-Valcartier qui étaient dans Chauveau.
Elle est nommée en l'honneur de Marie Madeleine de La Peltrie, née de Chauvigny, une éducatrice en Nouvelle-France.

## Territoire et limites
La circonscription de La Peltrie comprend les municipalités de Fossambault-sur-le-Lac, Lac-Saint-Joseph, L'Ancienne-Lorette, Sainte-Catherine-de-la-Jacques-Cartier, Saint-Gabriel-de-Valcartier et Shannon. Elle comprend aussi, dans la ville de Québec, la partie ouest de l'arrondissement de La Haute-Saint-Charles et la partie de l'arrondissement de Sainte-Foy–Sillery–Cap-Rouge située à l'est de la route de l'Aéroport.

## Liste des députés
| Législature                      | Années       | Député | Député          | Parti               |
| -------------------------------- | ------------ | ------ | --------------- | ------------------- |
| La Peltrie Créée depuis Chauveau |              |        |                 |                     |
| 32e                              | 1981–1985    |        | Pauline Marois  | Parti québécois     |
| 33e                              | 1985–1989    |        | Lawrence Cannon | Libéral             |
| 34e                              | 1989–1994    |        | Lawrence Cannon | Libéral             |
| 35e                              | 1994–1998    |        | Michel Côté     | Parti québécois     |
| 36e                              | 1998–2003    |        | Michel Côté     | Parti québécois     |
| 37e                              | 2003–2007    |        | France Hamel    | Libéral             |
| 38e                              | 2007–2008    |        | Éric Caire      | Action démocratique |
| 39e                              | 2008–2009    |        | Éric Caire      | Action démocratique |
| 39e                              | 2009–2011    |        | Éric Caire      | Indépendant         |
| 39e                              | 2011–2012    |        | Éric Caire      | Coalition avenir    |
| 40e                              | 2012–2014    |        | Éric Caire      | Coalition avenir    |
| 41e                              | 2014–2018    |        | Éric Caire      | Coalition avenir    |
| 42e                              | 2018–2022    |        | Éric Caire      | Coalition avenir    |
| 43e                              | 2022–présent |        | Éric Caire      | Coalition avenir    |

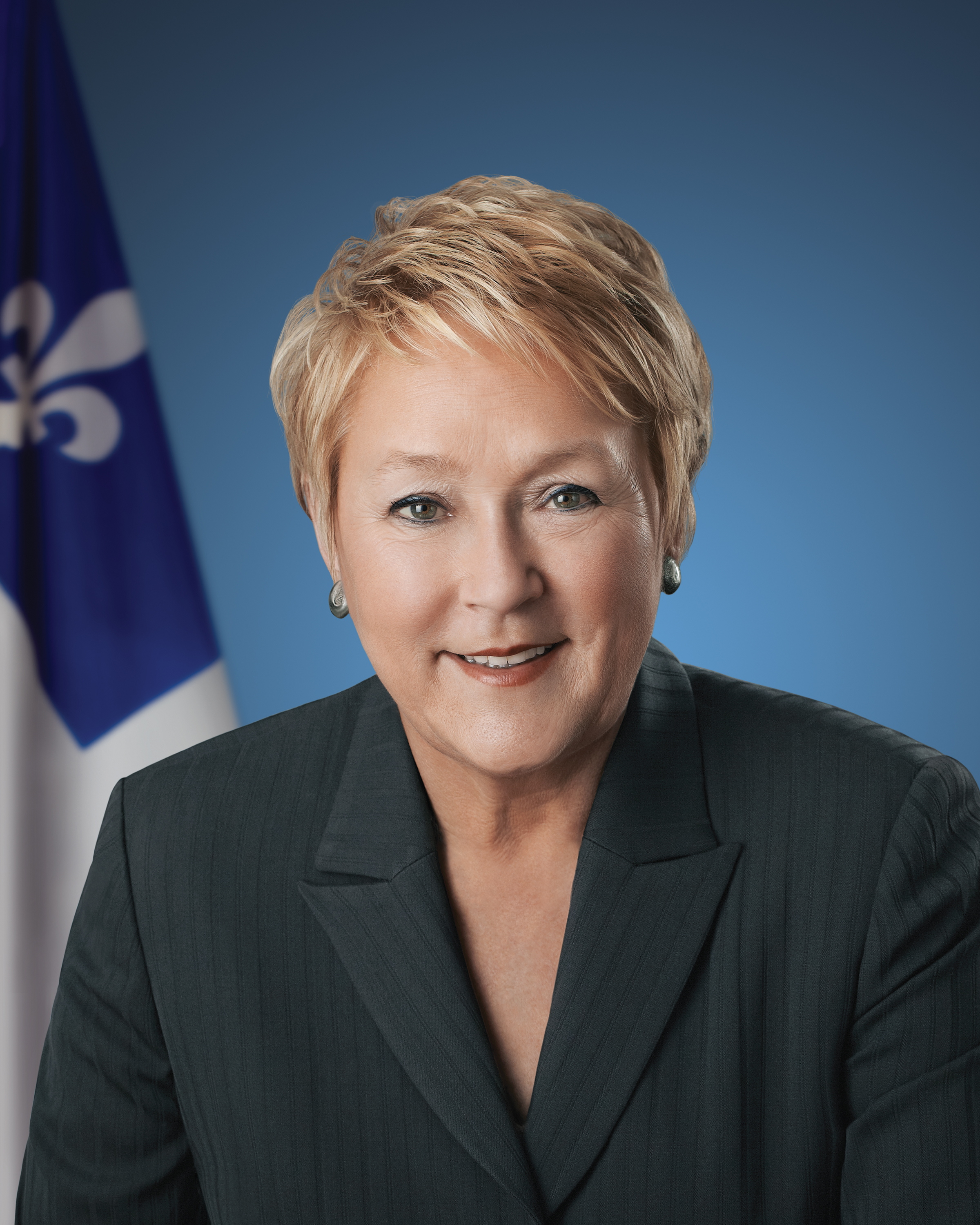
Pauline Marois est députée de La Peltrie de 1981 à 1985 pour le Parti québécois.
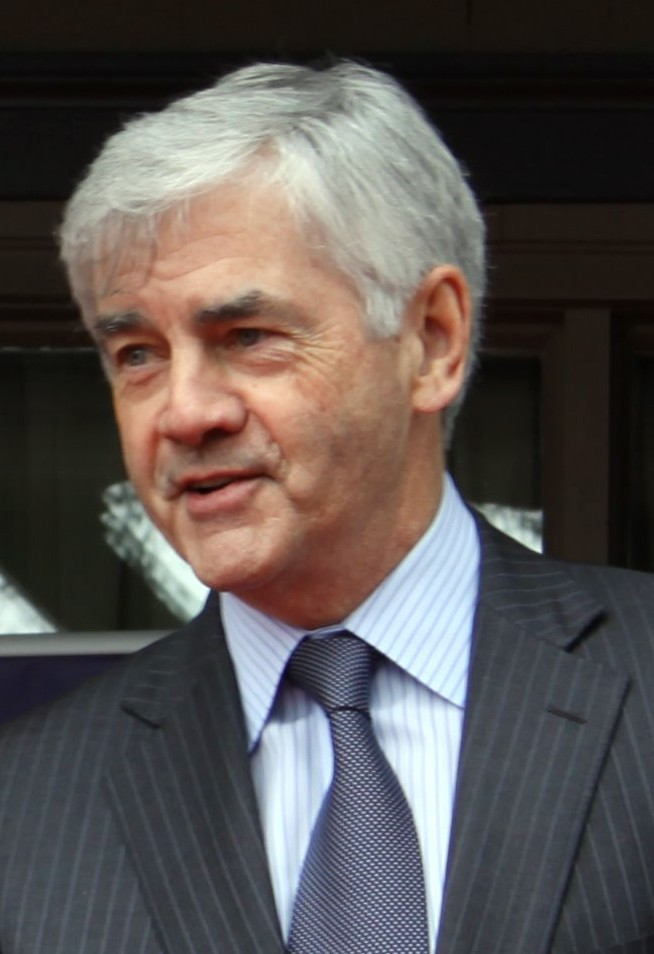
Lawrence Cannon est député de La Peltrie de 1985 à 1994 pour le Parti libéral du Québec.
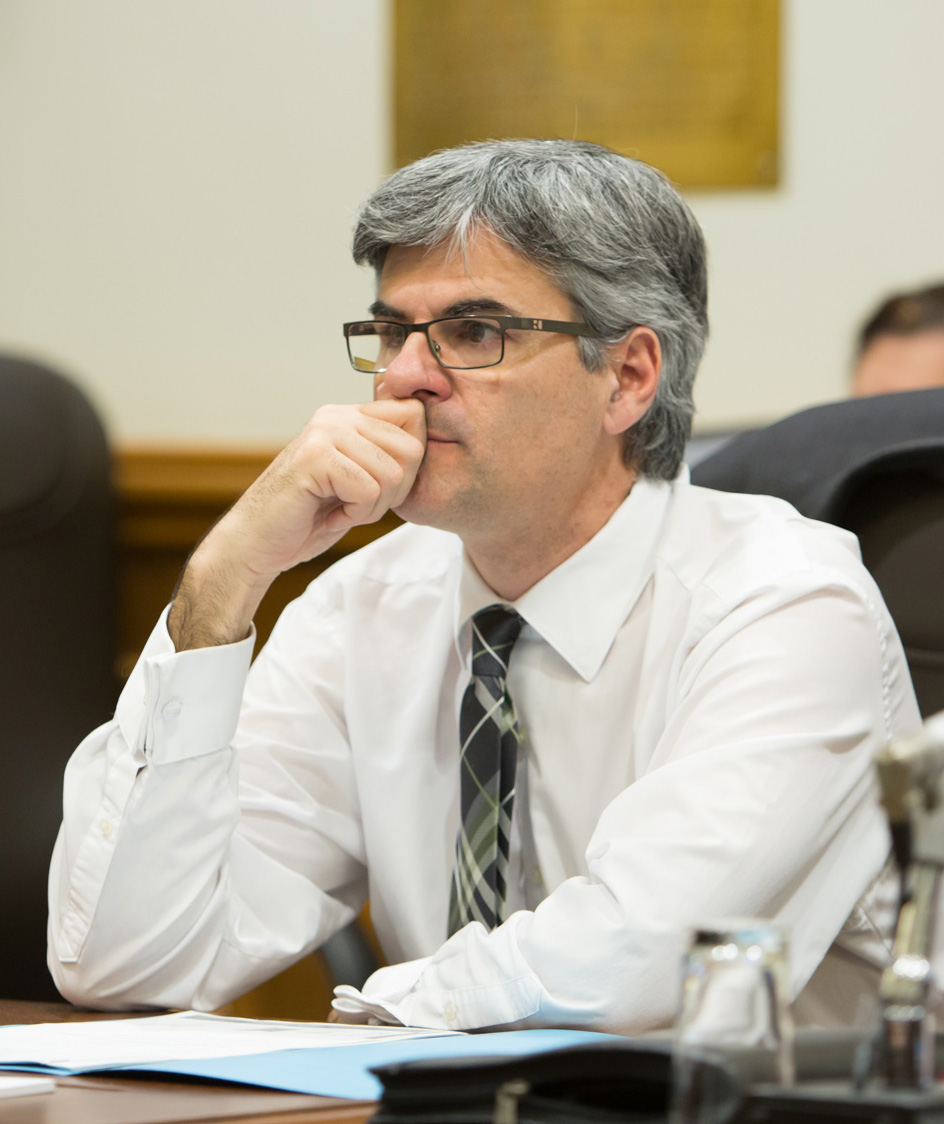
Éric Caire est député de La Peltrie depuis 2007, d'abord pour l'Action démocratique du Québec, puis indépendant, et ensuite pour la Coalition avenir Québec.

## Résultats électoraux
De 1981 à 2007, et depuis 2018, les électeurs de La Peltrie ont toujours élu un député du parti ayant remporté l'élection.

## Référendums
|  | Référendum                     | % du OUI | % du NON | Taux de participation |
|  | Accord de Charlottetown (1992) | 32,31 %  | 67,69 %  | 87,37 %               |
|  | Référendum de 1995             | 54,75 %  | 45,25 %  | 95,59 %               |